# Magyarország sanghaji főkonzulátusa
Magyarország sanghaji főkonzulátusa Kína egyik legfontosabb gazdasági, politikai és kulturális központjában képviseli a magyar érdekeket, segíti a magyar állampolgárokat.

## Története
A sanghaji magyar konzuli képviselet előzményei a 20. század első felére nyúlnak vissza. Az Osztrák–Magyar Monarchia és Kína közötti diplomáciai kapcsolatok az első világháború következtében megszakadtak, az osztrák és a magyar érdekek képviseletét Hollandia vette Pekingben és Sanghajban egyaránt. Sanghajban ekkoriban néhány száz magyar élhetett, az ő esetleges konzuli segítséget igénylő ügyeikben a holland hivatal járt el. A sanghaji holland főkonzulátus hivatalos nevében is szerepeltette ezt a funkcióját („the Royal Netherlands Consulate General at Shanghai, temporarily in charge of Hungarian Interests”). A második világháború kitörése után, 1941 tavaszán a sanghaji magyarok (pontosabban a sanghaji konzulátus joghatósága alá eső kínai tartományok magyar állampolgárainak) érdekvédelmét az ottani olasz főkonzulátus vállalta át.
A sanghaji magyarok legtekintélyesebb, legismertebb személyisége, Hugyecz László magyar–szlovák származású építész, a kínai nagyváros számos fontos épületének tervezője 1942-ben Magyarország tiszteletbeli konzulja lett a japán uralom alatt álló városban. 1943 januárjában a tiszteletbeli konzulátusból hivatalos állami magyar konzulátus lett, szintén Hugyecz vezetésével. 1945 májusában azonban a japánok bezáratták a konzulátust.
Magyarország és Kína kapcsolatainak újrafelvétele után, 1950-ben a két állam nagyköveteket cserélt, és megnyílt Magyarország pekingi nagykövetsége. Ezután hosszú ideig a sanghaji teendőket is Pekingből intézték a magyar diplomaták, később, a kapcsolatok fellendülése idején szinte hetente jártak a nagykövetség de főleg a kereskedelmi kirendeltség munkatársai Sanghajba Pekingből.
A sanghaji magyar főkonzulátus újranyitására csak 1988 szeptemberében került sor, az első főkonzul Halász András lett. A rendszerváltás után takarékossági okokból először bezárták a hivatalt, de később a kapcsolatok fejlődése szükségessé tette annak újbóli megnyitását.
A 21. században a sanghaji magyar főkonzulátus a magyar állampolgárok esetleges ügyeinek intézése mellett igen aktív szerepet játszik a két ország közötti gazdasági és kulturális kapcsolatok fejlesztésében. Munkatársainak többsége gazdasági területen dolgozik. A kulturális munka egyik szép példája a 2017-ben kiadott reprezentatív magyar-angol-kínai nyelvű fotóalbum Hugyecz László sanghaji munkásságáról.